# IC 1985
IC 1985 — галактика типу IV2pn () у сузір'ї Персей.
Цей об'єкт міститься в оригінальній редакції індексного каталогу.